# Mimenicodes latreillei
Mimenicodes latreillei là một loài bọ cánh cứng trong họ Cerambycidae.